# Veliki komet iz leta 1771
Véliki komet iz leta 1771 (uradna oznaka C/1771 A1) je neperiodični komet, ki so ga opazili  9. januarja 1771. Opazoval ga je tudi francoski astronom Charles Messier (1730–1817). Odkril ga je 10. januarja 1771.

## Značilnosti
Tirnica kometa je bila parabolična. Komet je bil v prisončju 22. novembra 1770 na oddaljenosti 0,528 a.e. od Sonca. Zemlji je bil najbliže 9. januarja 1771 na oddaljenosti 0,1878 a.e. 